# Protea eximia
Protea eximia là một loài thực vật có hoa trong họ Quắn hoa. Loài này được (Knight) Fourc. miêu tả khoa học đầu tiên năm 1932.